# Sîrove, Vradiivka
Sîrove (în ucraineană Сирове) este localitatea de reședință a comunei Sîrove din raionul Vradiivka, regiunea Mîkolaiiv, Ucraina.

## Demografie
Componența lingvistică a localității Sîrove
     Ucraineană (96,93%)
     Română (1,02%)
     Alte limbi (0,83%)
Conform recensământului din 2001, majoritatea populației localității Sîrove era vorbitoare de ucraineană (96,93%), existând în minoritate și vorbitori de armeană (1,15%) și română (1,02%).